# Đại học California
Hệ thống Đại học California (tiếng Anh: University of California hay UC) là một hệ thống đại học tiểu bang công lập của tiểu bang California, Hoa Kỳ. Đây là một trong ba hệ thống các cơ sở giáo dục đại học công lập tại California, bao gồm: Hệ thống Đại học California (University of California), hệ thống Đại học Tiểu bang California (California State University), và hệ thống Cao đẳng Cộng đồng California (California Community Colleges). Trụ sở chính của hệ thống này đặt tại thành phố Oakland, California.
Hệ thống Đại học California bao gồm mười viện đại học công lập và vô số các cơ sở nghiên cứu giáo dục tại nước ngoài. Các viện đại học California này hiện có 295.573 sinh viên đang theo học, 25.400 giảng viên, 173.300 nhân viên và hơn hai triệu cựu sinh viên đang sống.
Đại học California được thành lập ngày 23 tháng 3 năm 1868 tại Oakland, đến năm 1873 thì di dời đến thành phố Berkeley. Trong các thập niên sau đó, Đại học California xây dựng thêm nhiều cơ sở, chi nhánh đào tạo vệ tinh khắp tiểu bang. Tháng 3 năm 1951, Đại học California tái tổ chức thành hệ thống đại học công lập. Viện đại học thành viên mới nhất của hệ thống là Đại học California, Merced khai giảng năm 2005. Hầu hết các viện đại học thành viên của UC đều có hai bậc đào tạo là đại học và sau đại học, ngoại trừ UC San Francisco chỉ đào tạo sau đại học chuyên ngành y. Sáu trong mười viện đại học thuộc hệ thống này nằm trong nhóm 50 viện đại học tốt nhất Hoa Kỳ, trong đó UCLA được xếp hạng cao nhất.

## Các viện đại học trực thuộc
| Viện đại học                         | Viết tắt    | Địa điểm      | Năm thành lập | Số sinh viên (2005) | Đội thể thao                                         |
| ------------------------------------ | ----------- | ------------- | ------------- | ------------------- | ---------------------------------------------------- |
| Đại học California tại Los Angeles   | UCLA        | Los Angeles   | 1919          | 35.967              | UCLA Bruins (Pacific-12 Conference)                  |
| Đại học California tại San Francisco | UCSF        | San Francisco | 1873          | 2.863               | không có                                             |
| Đại học California tại Berkeley      | UCB hay Cal | Berkeley      | 1868          | 30.629              | California Golden Bears (Pacific-12 Conference)      |
| Đại học California tại Davis         | UCD         | Davis         | 1905          | 30.475              | Aggies (Big West Conference)                         |
| Đại học California tại Santa Barbara | UCSB        | Santa Barbara | 1905          | 20.559              | Gauchos (Big West Conference)                        |
| Đại học California tại Riverside     | UCR         | Riverside     | 1954          | 16.863              | The Highlanders (Big West Conference)                |
| Đại học California tại San Diego     | UCSD        | San Diego     | 1960          | 25.339              | Tritons (California Collegiate Athletic Association) |
| Đại học California tại Irvine        | UCI         | Irvine        | 1965          | 24.434              | Anteaters (Big West Conference)                      |
| Đại học California tại Santa Cruz    | UCSC        | Santa Cruz    | 1965          | 15.013              | Banana Slugs                                         |
| Đại học California tại Merced        | UCM         | Merced        | 2005          | 1.300               | Golden Bobcats (California Pacific Conference)       |